# Literatura de Bulgaria
La literatura de Bulgaria es toda aquella escrita por los búlgaros o los residentes en Bulgaria, así como la escrita en idioma búlgaro, siendo esta última la definición más utilizada. Es la más antigua de las literaturas eslavas, ya que sus orígenes se remontan al siglo IX, cuando los monjes Cirilo y Metodio crearon el alfabeto glagolítico y tradujeron del griego al búlgaro antiguo, también conocido como antiguo eslavo eclesiástico, varios libros cristianos.

## Edad Media

### Cirilo y Metodio
Los hermanos Constantino el Filósofo (827-869), que más tarde adoptaría el nombre de Cirilo, y Metodio (h. 817-885) fueron enviados como misioneros a la Gran Moravia con el fin de evangelizar a sus habitantes eslavos. Para ello, Constantino creó, en 862, una nueva forma de escritura, el alfabeto glagolítico, que le permitía transcribir la única lengua eslava que él conocía, el búlgaro que se hablaba en la ciudad bizantina de Salónica, de la que tanto él como su hermano eran nativos. Utilizando este nuevo alfabeto, tradujo al búlgaro algunos de los libros cristianos más empleados en la liturgia (el Salterio, el Evangeliario, las lecturas litúrgicas de la Epístola y un libro de Homilías de los Padres de la Iglesia), que fueron los principales instrumentos de la labor evangelizadora que los hermanos emprendieron en la Gran Moravia a partir de 863. Su tarea se encontró con la oposición de los obispos alemanes, contrarios a que se utilizase para predicar una lengua distinta del latín, dado que la Gran Moravia se encontraba en la órbita del cristianismo occidental. Para defender su causa, los hermanos se trasladaron a Roma, donde lograron finalmente convencer al Papa Adriano II de que aprobase su labor. Constantino, que por entonces había cambiado su nombre por el de Cirilo, por el que es conocido, falleció durante su estancia en Roma, en 869. Su hermano Metodio fue al año siguiente nombrado por el Papa obispo de todos los eslavos, con sede en la ciudad de Sirmium (hoy Sremska Mitrovica, en Serbia). Se mantendría en su cátedra hasta 885, excepto un período de tres años que pasó en la cárcel debido a las intrigas combinadas del Patriarca de Constantinopla, celoso de su poder, y de los obispos alemanes.
Además de su ingente labor como traductor, y de la creación del alfabeto glagolítico, Cirilo es considerado el autor del primer poema de las literaturas eslavas, el Prefacio al Evangelio (Proglas k evangeliu), que únicamente se ha conservado en copias posteriores en ruso y en serbio, de las cuales las más antiguas datan del siglo XIII.

### La primera Edad de Oro
Cuando en 885 falleció Metodio, los obispos alemanes conquistaron de nuevo el poder en la Gran Moravia y persiguieron encarnizadamente a sus seguidores. Algunos de ellos se instalaron en Bulgaria, que se había convertido recientemente al cristianismo (en 865), y donde el zar Boris I deseaba una mayor autonomía de la iglesia búlgara con respecto a Constantinopla. Para ello, era indispensable sustituir el griego por el búlgaro como lengua litúrgica, y, en este sentido, la llegada de los discípulos de Metodio resultó providencial. 
Los recién llegados se instalaron en la entonces capital del Primer Imperio búlgaro, la ciudad de Pliska, y trabajaron intensamente en la traducción de varias obras religiosas al búlgaro, dando inicio a una rica actividad cultural que se prolongaría durante lo que se conoce como la primera edad de oro de la cultura búlgara medieval, desde finales del siglo IX hasta principios del XI. En este periodo, la literatura prosperó en Bulgaria y se tradujeron muchos libros del griego medieval, al tiempo que se escribían nuevas obras. 
Tras el intento de restaurar el paganismo que constituyó el breve reinado de Vladimir I, en 893 subió al trono el zar Simeón, quien trasladó la capital a Preslav, e impulsó decididamente los estudios literarios, sentando las bases de la llamada Escuela literaria de Preslav. Seguramente fue por estas fechas, entre Pliska y Preslav, cuando se creó el alfabeto cirílico, al que se dio este nombre en honor de Cirilo, el creador del alfabeto glagolítico. Con respecto a este último, el nuevo alfabeto resultaba más sencillo, y era más parecido al alfabeto griego. Durante cierto tiempo, convivieron ambos sistemas de escritura, pero finalmente el cirílico se impuso y el glagolítico dejó de utilizarse, desapareciendo por completo a partir del siglo XII.
Entre los más destacados autores que trabajaron en la Escuela literaria de Preslav están Clemente de Ohrid, Constantino de Preslav y Juan el Exarca. Gran parte de la literatura de la primera edad de oro consiste en traducciones del griego, de libros de la Biblia y de otros destinados a la liturgia, así como de obras de los Padres de la Iglesia. No obstante, no faltan las obras originales. Cernorizec Hrabar escribió Un Relato sobre las Epístolas, un discurso apologético defendiendo el derecho de la escritura búlgara (el alfabeto glagolítico) a coexistir en plano de igualdad con los alfabetos hebreo, griego y latino. Clemente de Ohrid, que dedicó principalmente a la traducción de obras del griego, es también responsable de varias homilías, panegíricos e himnos originales. Una de las obras más originales es Shestodnev, de Juan el Exarca, que puede considerarse una especie de enciclopedia de los conocimientos medievales. Muy abundantes en esta época son las hagiografías, o vidas de santos, gracias a las cuales se tiene información acerca de estos autores, ya que muchos de ellos son considerados santos por la Iglesia ortodoxa.
Los trabajos de los intelectuales búlgaros influyeron en el mundo eslavo, expandiendo el antiguo eslavo eclesiástico, el cirílico y el alfabeto glagolítico al Rus de Kiev, así como a la Serbia y la Croacia medievales.
La primera edad de oro llegó a su fin cuando, a comienzos del siglo XI, Bulgaria fue de nuevo incorporada a los dominios del Imperio bizantino.

### La segunda Edad de Oro

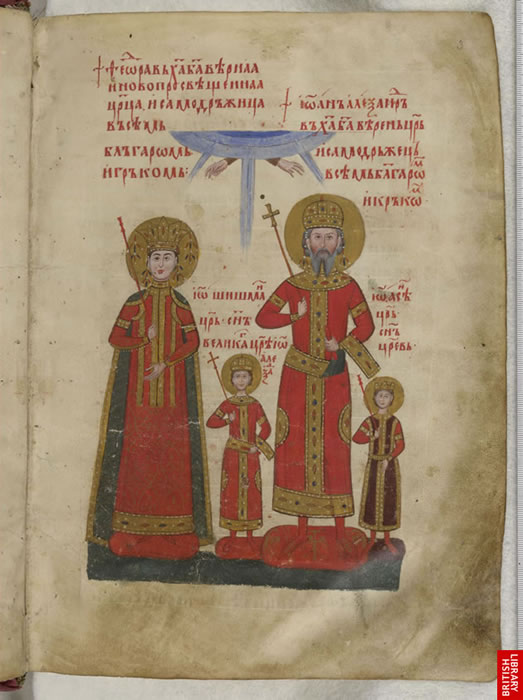
Evangelios del zar Iván Alejandro.

Al mismo tiempo que el imperio búlgaro quedaba subyugado por los bizantinos, la actividad literaria decreció. Sin embargo, Bulgaria recuperó su independencia con el establecimiento del Segundo Imperio búlgaro, a finales del siglo XII, tras más de ciento cincuenta años de dominación bizantina. Con el tiempo, esto llevaría, en el siglo XIV, bajo el reinado del zar Iván Alejandro (1331-1371), a otro periodo de revitalización de la literatura búlgara, que se conoce como segunda edad de oro, durante la cual floreció la Escuela literaria de Tarnovo. 
Los orígenes de esta escuela literaria están estrechamente relacionados con el surgimiento del hesicasmo, una corriente mística dentro del cristianismo ortodoxo cuyo principal defensor fue el monje bizantino Gregorio Palamás, que llegaría a ser arzobispo de Tesalónica. Seguidor del hesicasmo fue Teodosio de Tarnovo, fundador hacia 1350 del monasterio de Kilifárevo, que pronto se convertiría en el principal centro literario de Bulgaria. Eutimio de Tarnovo (h.1330-h.1400), seguidor de Teodosio, tras una prolongada estancia en tierras bizantinas regresó a Bulgaria y fundó el Monasterio de la Santísima Trinidad, cerca de Veliko Tarnovo. 
El monasterio fue la sede principal de la Escuela literaria de Veliko Tarnovo. Dado que la lengua había evolucionado mucho desde la época de Simeón, Eutimio reformó la ortografía, adaptó nuevos préstamos del griego e introdujo los recursos propios de la literatura bizantina, muy especialmente el hipérbaton, lo que desembocaría en la aparición de un artificioso estilo literario, denominado "enredo de palabras" (pletenie slovés). Otros autores destacados de la segunda edad de oro fueron Gregorio Tsamblak y Constantino de Kostenets
La Escuela literaria de Veliko-Tarnovo tendría posteriormente una gran influencia en la literatura de Serbia y en la de la Rusia moscovita, ya que numerosos escritores huyeron de Bulgaria cuando se produjo la conquista otomana, en 1396. Uno de los discípulos de Eutimio, Cipriano de Tarnovo, conocido en Rusia como Cipriano de Moscú, adaptó a la lengua rusa las reformas ortográficas de Eutimio.

## La conquista otomana. Decadencia de la literatura búlgara
La caída del Segundo Imperio Búlgaro en manos de los otomanos en 1396 fue un duro golpe para la literatura y la cultura búlgaras. La actividad literaria cesó casi por completo. El búlgaro perdió terreno en favor del griego, ya que todos los cristianos ortodoxos del Imperio Otomano se encontraban bajo la autoridad del Patriarca de Constantinopla, y la práctica totalidad de los miembros del alto clero serían de etnia griega hasta entrado el siglo XIX. Algunos monasterios, como el de Rila, quedaron como centros de resistencia cultural.
La principal literatura durante el siglo XVII y el siglo XVIII fueron sermones instructivos, en principio traducidos del griego y compilados de nuevo por los búlgaros.
Desde el siglo XVII empezó a utilizarse el búlgaro moderno. El primer libro impreso en búlgaro, titulado Abagar, es un devocionario con la leyenda apócrifa del rey Abgaro de Edesa. Se imprimió en Roma en 1651, y su autor fue el obispo católico de Nicópolis (Nikopol), Filip Stanislavov. Como su finalidad es extender el catolicismo entre los búlgaros, se aparta deliberadamente de la tradición literaria y utiliza la lengua viva de la época.

## El Renacimiento búlgaro
El movimiento Ilirio tuvo un impacto en la literatura búlgara de los siglos XVIII y XIX. La obra Stemmatographia (1714) de Hristofor Zhefarovich es una de los primeros ejemplos de la poesía secular en moderno búlgaro aunque es básicamente una colección de grabados. Paisio de Hilandar es el principal historiógrafo, con su obra Istoriya Slavyanobolgarskaya. Otra obra influyente fue Vida y sufrimientos de Sinful Sophronius, compuesta por Sofronio de Vratsa. En el período 1840-1875 la literatura se animó con numerosos títulos revolucionarios y antiturcos. Fue una etapa anterior al Renacimiento búlgaro y sus poetas más destacados en ese momento fueron Vasil Drumev (Kliment Turnovski), Rayko Zhinzifov y Dobri Chintulov.
Entre los escritores que se dedican a la actividad revolucionaria es muy importante Hristo Botev (1848-1876) es hoy en día considerado el mejor poeta búlgaro de esa época. Se las arregló para usar el lenguaje vivo de las canciones folclóricas para expresar ideas, dudas y preguntas modernas. Sus escasas obras adoptan en su mayoría la forma de un intenso y emotivo diálogo. Estuvieron también Lyuben Karavelov y Georgi Sava Rakovski. El trabajo de Rakovski más conocido, Gorski Patnik (traducido como "Un viajero en el bosque") fue escrito durante la Guerra de Crimea (1853-1856), mientras andaba escondido de las autoridades turcas cerca de la ciudad de Kotel. Considerado uno de los primeros poemas literarios de Bulgaria, no se publicó en realidad hasta 1857.
Una característica típica de la época fue el aumento del interés por el folklore de Bulgaria, como atestiguan las figuras de los hermanos Miladinov (Dimitar, 1810–1862, y Konstantin, 1830–1862) y de Kuzman Shapkarev (1834-1909), quienes reunieron colecciones de canciones populares e hicieron estudios etnográficos. Otro escritor importante fue Zahari Stoyanov (1850-1889) con sus Memorias de los levantamientos de Bulgaria. Informes de testigos. 1870-1876. Sus escritos tienen valor histórico, biográfico y artístico. 
Tras la independencia de Bulgaria (1878) la literatura nacional perdió parte de su espíritu revolucionario. Ivan Vazov fue el primer hombre de letras de la nueva Bulgaria. El poeta Pencho Slaveykov consiguió que los lectores búlgaros se interesaran por otras literaturas europeas. Su poema épico Hijo de la sangre continua con la lucha contra los turcos.

## Literatura moderna
Después de la Segunda Guerra Mundial la cultura búlgara quedó bajo el control del Partido Comunista y, especialmente durante los primeros años, se adaptó al estilo estalinista conocido como realismo socialista. Destacan Dimitar Dimov (1909-1966), que se vio obligado a revisar su exitosa novela Tabaco (1952), adaptada al cine en 1962, para que fuera aceptable a los cánones del realismo socialista, para lo cual tuvo que añadir personajes comunistas y de la clase trabajadora y modificar algunas historias. El escritor Dimitar Talev (1898-1966) también tuvo dificultades para poder publicar sus novelas. Tanto Dimov como Talev fueron también maestros del relato corto. Anton Donchev, el novelista y dramaturgo Yordán Radíchkov (1929-2004), Emiliyan Stanev, el dramaturgo Stanislav Stratiev (1941-2000), Nikolay Haytov, Ivailo Petrov y Vera Mutafchieva son algunos de los escritores más talentosos y respetados que lograron publicar sus libros durante el régimen comunista. Sus obras forman el cuerpo principal novelesco en la literatura búlgara moderna.
Algunos géneros fueron casi condenados al ostracismo, como la novela negra y la ciencia ficción; muy pocos escritores cultivaron estos géneros (Svetoslav Minkov, Pavel Vezhinov, Svetoslav Slavchev, Lyuben Dilov). En general fueron inclinados u obligados a adoptar los cánones del realismo socialista o a tratar temas históricos. El género de la comedia y del drama alegórico en el teatro fue una forma hábil de evadir la censura, pero podía costar a los escritores la prohibición de publicar, represalias, exilios, sentencias a prisión o incluso ser recluidos en un campo de concentración.
Algunos de los poetas que se ganaron una justa respetabilidad por su trayectoria son Atanas Dalchev (1904-1978) y Valeri Petrov. Dalchev es también recordado como uno de los mejores traductores en una amplia gama de idiomas. Otros poetas notables que contribuyen con una fuerte individualidad y una voz bien diferenciada son Konstantin Pavlov, Boris Hristov, Ekaterina Yosifova y Dobromir Tonev.
Entre otros autores importantes pueden mencionarse además Elin Pelin (1877-1949), el dramaturgo Boyan Papazov (1943-), el poeta, dramaturgo y novelista Guéorgui Gospodínov (1968-), autor de Una novela natural (1999) y de Física de la tristeza (2011); el novelista Victor Paskov (1949-), Aleksandar Vutimski (1919 - 1943), Blaga Dimitrova (1922-2003), Kiril Kadiski (1967-), Dimitar Korudziev (1948-), Vladimir Sabourín (1967-), etcétera.